# Halle und Jerusalem
Halle und Jerusalem ist ein Doppeldrama von Achim von Arnim, das 1811 im Druck erschien. Der erste Teil spielt in der Universitätsstadt Halle, der zweite Teil beschreibt eine Pilgerreise nach Jerusalem. Die Dialoge des Stücks sind in Prosa gehalten, doch jambisch durchrhythmisiert, Arnim nannte diese Technik die „unbestimmte Jambenzeile“.

## Halle. Ein Studentenspiel in drei Aufzügen
Der Plot des ersten Teils ist im Kern aus Andreas Gryphius’ Trauerspiel Cardenio und Celinde (1657) übernommen, allerdings nach Halle verlegt. Arnims Variante weicht aber von der Trauerspielvorlage insofern ab, als er parodistische Episoden einbaut.

## Jerusalem. Ein Pilgerabenteuer
Das Gefühl, gesündigt zu haben, hat gegen Ende des ersten Teils mehrere Figuren ergriffen. Ursprünglich wollten sich nur der wegen Mordes gesuchte Cardenio und Celinde auf den Weg nach Jerusalem machen. Doch kommt es auf dem Weg dorthin und am Ende in der Grabeskirche zu Wiederbegegnungen aller Hauptcharaktere des ersten Teils. Jerusalem folgt einer anderen Figurenkonzeption als Halle, die Handlung wird ins Parabelhafte und Religiöse überhöht.

## Ausgaben
- Erstausgabe (1811) in der Google-Buchsuche
- Halle und Jerusalem bei Zeno.org (Digitalisierung der Ausgabe von 1846)
- Halle und Jerusalem. Studentenspiel und Pilgerabentheuer. Nachdruck der Ausgabe 1811. Mit einem Nachwort von Armin Schlechter. Heidelberg: Winter 2014. ISBN 978-3-8253-2013-3.